# カニンガム (ミサイル駆逐艦)
|          | |
| 艦歴     | |
| 発注     | 1959年7月21日 |
| 起工     | 1961年5月1日 |
| 進水     | 1962年5月18日 |
| 就役     | 1963年7月13日 |
| 退役     | 1990年10月30日 |
| その後   | 1994年4月15日にスクラップとして売却 |
| 除籍     | 1991年5月30日 |
| 性能諸元 | |
| 排水量   | 満載：4,500トン |
| 全長     | 437 ft (133.2 m) |
| 全幅     | 47 ft (14.3 m) |
| 吃水     | 22 ft (6.7 m) |
| 機関     | バブコック・アンド・ウィルコックスボイラー4缶 1,200psi 蒸気タービン2基、2軸推進                                                                 |
| 速力     | 30ノット以上 |
| 乗員     | 士官、兵員354名 |
| 兵装     | Mk 42 5インチ(127mm)単装砲 2基 Mk13単装発射機 1基 （ターター後にSM-1MR、ハープーン) Mk 112アスロック8連装発射機 1基 Mk.32 3連装短魚雷発射管 2基 |
| モットー | Ready to Serve |

カニンガム (USS Conyngham, DDG-17) は、アメリカ海軍のミサイル駆逐艦。チャールズ・F・アダムズ級ミサイル駆逐艦の16番艦。艦名はグスタヴス・カニンガム大佐に因む。その名を持つ艦としては3隻目。

## 艦歴
カニンガムは1961年5月1日にニュージャージー州カムデンのニューヨーク造船所で起工する。1962年5月19日にカール・アルバート（オクラホマ州選出下院議員、下院院内総務）夫人によって命名、進水し、1963年6月13日に艦長エドウィン・P・スミス中佐の指揮下就役した。
ガス・ボート (The Gus Boat) の愛称で呼ばれたカニンガムは、海軍の中で煙突にシロツメグサを描いた2隻の軍艦の内の1隻であった（もう1隻はコーラル・シー (USS Coral Sea, CV-43) ）。27年に及んだ現役活動の中で、カニンガムはそのモットー「Ready to Serve」に応えた。冷戦期のNATOの海上戦力として、平和維持と危機対応に大きく貢献した。カニンガムは地中海に15回、ペルシャ湾に3回、北ヨーロッパに7回、カリブ海に11回展開した。1964年および74年のキプロス危機では奮戦し、1970年にはヨルダンのアンマンから避難するアメリカ人の搭乗機を支援した。1973年には第4次中東戦争での作戦活動に参加し、1976年にはレバノンのベイルートから避難するアメリカ人の支援を行った。また、1979年には黒海でフリーダム・オブ・ナビゲーション作戦に参加した。
1980年代、カニンガムはアメリカ合衆国の外交政策に対する支援を続け、1982年にはリビア沖での艦砲射撃による地上部隊支援の功績で海軍遠征メダルを受章した。1983年にはベイルートでも同様の活動に従事し、同年ニカラグアでは沖合で海上交通をモニターした。グレナダ侵攻時には空母アメリカ (USS America, CV-66) の戦闘グループに加わり海上支援を行う。1986年、カリブ海に展開中カニンガムは麻薬密輸船を4度拿捕し、沿岸警備隊部隊勲功部隊メダルを受章した。
1987年にはイラン・イラク戦争中にペルシャ湾を通過するアメリカの商船を護衛し、その後イラク軍のミラージュF1によるエグゾセミサイルを被弾したスターク (USS Stark, FFG-31) の支援任務を担当した。この任務の功績でカニンガムは海軍殊勲部隊章を受章している。1988年、カニンガムはノルウェーのフィヨルドおよび北ヨーロッパに展開した。15回目の地中海配備を完了し、1989年にはルーズベルト戦闘グループの一部として戦闘効率賞を受章した。
1990年5月8日、バージニア沖での配備前訓練中にカニンガムは火災を生じた。燃料油が燃え、前部火器室から艦の上部構造へ延焼し、乗員は艦の前部および後部に孤立した。鎮火のためのあらゆる手段が講じられた、この火災でA・ポープ・ゴードンJr.少佐が死亡し、18名の水兵が負傷した。その内の何名かは消火作業中に重傷を負った者であった。
カニンガムは1990年10月20日に退役し、1991年5月31日に除籍、1994年4月15日にスクラップとして売却された。

## 参照
- この記事はアメリカ合衆国政府の著作物でありパブリックドメインであるNaval Vessel Registerに由来する文章を含んでいます。